# Parc national Otuquis
Le parc national Otuquis (Parque Nacional y Área Natural de Manejo Integrado Pantanal de Otuquis en espagnol) est situé en Bolivie à l'extrémité sud-est du département de Santa Cruz, aux frontières du Paraguay et du Brésil. L'ensemble de la zone protégée s'étend sur 10 059 km2, dont 9 039 km2 de parc national proprement dit.
Le parc est créé le 31 juillet 1997 et protège en partie la région humide du pantanal bolivien. 

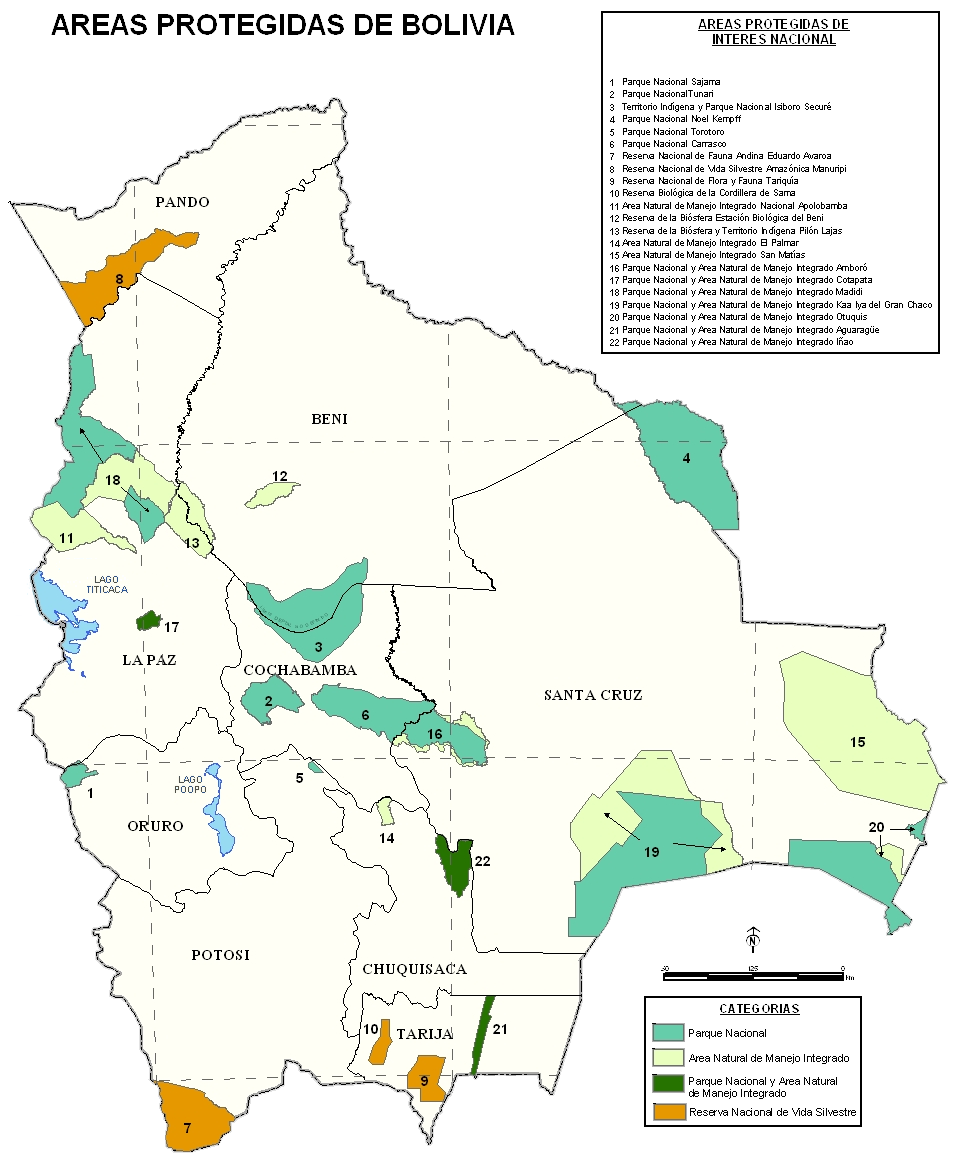
Carte des parcs nationaux boliviens.

Géographiquement, le parc est situé dans les provinces Cordillera et Germán Busch et est divisé en deux parties non contigües, la plus grande se situe au sud de la ville de Puerto Suárez et la plus petite au nord de cette même ville. 
Il y est recensé au total 59 espèces de mammifères, 162 espèces d'oiseaux, 35 espèces de reptiles et 24 espèces d'amphibiens. 